# سیلویت
سیلویت (به انگلیسی: Sylvite) با فرمول شیمیایی KCl از مجموعه کانی هاست و به راحتی درآب حل می‌شود-مزه تلخ و شور دارد-کانی مشابه آن هالیت است. از اسم کوچک شیمیدان هلندی Sylvius de la Boe گرفته شده‌است. درشعله شمع ذوب می‌شود و رنگ شعله بنفش دارد.. به راحتی درآب حل می‌شود - مزه تلخ و شور دارد. K:55.44% Cl:۴۷٫۵۶٪ برای اولین بار در فرانسه کشف شد و از نظر شکل بلور: هگزائدر - اکتائدر، رنگ: سفید - زردفام - متمایل به قرمز - خاکستری - متمایل به آبی، شفافیت: شفاف - نیمه شفاف، شکستگی: صدفی، جلا: شیشه ای، رخ: کامل، سیستم تبلور: مکعبی و در رده‌بندی هالوژن است و منشأ تشکیل آن ژیزمان نمک دریایی - دریاچه‌های شور - بخارات ولکانیک است.
همایند کانی‌شناسی (پارانژ) آن هالیت- کارنالیت- هالیت است
کاربرد آن: منبع پتاسیم، از نظر ژیزمان بلوری - اگرگات‌های دانه‌ای، رشته‌ای یا خاکی، قشری و پوسته‌ای تقریباً کمیاب است و بیشتر در آلمان، روسیه، کانادا، آمریکا یافت می‌شود.